# Memecylon brachybotrys
Memecylon brachybotrys är en tvåhjärtbladig växtart som beskrevs av Elmer Drew Merrill. Memecylon brachybotrys ingår i släktet Memecylon och familjen Melastomataceae. Inga underarter finns listade i Catalogue of Life.